# Teresa Tavares
Ana Teresa Correia da Cunha Tavares de Matos (Azambuja, 29 dicembre 1982) è un'attrice portoghese.

## Biografia
Ha studiato presso la Scuola di teatro e cinema del Politecnico di Lisbona.
Ha debuttato come attrice nel 2000 con la serie TV Jardins Proibidos e con lo spettacolo teatrale O Cão Alucinado.
Nel 2012 è la presentatrice del talk show Quem Fala Assim.

## Filmografia

### Televisione
- Jardins Proibidos (2000)
- A Minha Família é uma Animação (2000)
- Anjo Selvagem (2001)
- Curto Circuito (2002)
- Morangos com Açúcar (2003)
- O Homem que Mordeu o Cão] (2004)
- Inspector Max (2004)
- Os Serranos (2005)
- Estranho curta (2006)
- Câmara Café (2006)
- Jura (2007)
- Nome de Código: Sintra (2007)
- Floribella II (2007)
- Conta-me como Foi (2008)
- Flor do Mar (2009)
- Legàmi (Laços de sangue) (2010/11)
- Jardins Proibidos (2014/15)
- A Única Mulher (2016)

### Doppiatrici italiane
- Melissa Maccari in Legàmi.